# Pip-Larssons
Pip-Larssons är en svensk TV-serie från 1998, regisserad av Clas Lindberg och Eva Dahlman. I huvudrollerna ses Jakob Eklund och Anna-Lena Hemström.

## Om serien
Serien sändes i 12 avsnitt i Sveriges Television hösten 1998 och baseras på Edith Unnerstads bok Kastrullresan – tidigare filmad 1950. Serien repriserades 2007 och 2010.

## Rollista (i urval)
- Jakob Eklund – Patrik Larsson
- Anna-Lena Hemström – Maja Larsson
- Emelie Rosenqvist – Desdemona Larsson
- Frida Bjernheim – Miranda Larsson
- Freja Lindström – Rosalinda Larsson
- Erik Thorsén – Lasse Larsson
- Nisse Ahlman – Knutte Larsson
- Rufus Mellström – Pysen Larsson
- Hans Lindgren – farbror Enok
- Anita Ekström – fröken Eternell
- Meta Velander – fru Palm
- Max Wallér-Zandén – Stickan
- Harriet Andersson – fröken Lur
- Maria Langhammer – moster Bella
- Göran Ragnerstam – herr Sirius
- Per Svensson – bluffmakaren Nisse
- Lennart Jähkel – bluffmakaren Allan
- Reine Brynolfsson – luffaren
- Göran Thorell – luffarens svåger
- Leif Andrée – Stallis
- Simon Norrthon – förförare på tivoli
- Peter Viitanen – Ove
- Willie Andréason – föreståndaren
- Ulf Eklund – hyresvärden
- Jacob Ericksson – journalist
- Kalle Westerdahl – fotograf
- Bengt Krantz – brodern

## DVD
Serien gavs ut på DVD 2004.